# Gøran Sørloth
Gøran Sørloth (født 16. juli 1962 i Kristiansund, Norge) er en tidligere norsk fodboldspiller, der som angriber på Norges landshold deltog ved VM i 1994 i USA. I alt nåede han at spille 55 kampe og score 15 mål for landsholdet.
På klubplan spillede Sørloth primært i hjemlandet hos Rosenborg BK. Her scorede han 74 mål i 174 kampe og var med til at vinde fem norske mesterskaber. Han repræsenterede også Viking FK og havde udlandsophold hos Borussia Mönchengladbach i Tyskland og Bursaspor i Tyrkiet.